# Frans-Algerije
Frans-Algerije (Frans: Algérie française, Arabisch: الجزائر الفرنسية / Al-Jaza'ir Al-Fransiyah) is een soms gebruikte benaming voor Algerije ten tijde van de Franse overheersing. Officieel heette het gebied "Algérie" zonder meer, een benaming (afgeleid van de stad Algiers) die pas in 1839 werd ingevoerd voor de Noord-Afrikaanse gebieden die Frankrijk in 1830 had veroverd op het Ottomaanse Rijk. De woorden "Algérie française" werden een slogan voor iedereen die Algerije Frans wilde houden. Als gevolg van de Algerijnse Oorlog werd het in 1962 onafhankelijk.

## Bestuur
Gedurende de grootste periode van het bestaan van Frans-Algerije (van 1848 tot aan de onafhankelijkheid) werd het gebied niet bestuurd als een Franse kolonie, maar als een integraal onderdeel van Frankrijk. Toch had het altijd een apart statuut en zetelde er in Algiers een gouverneur-generaal of een andere vertegenwoordiger van de Franse staat, die bevoegd was voor het hele gebied.
Frans-Algerije werd in 1848 bestuurlijk opgedeeld in drie departementen in het noorden (Algiers, Oran en Constantine). De departementen hadden de bevoegdheden van een gewoon Frans departement. Deze drie departementen werden geleidelijk uitgebreid naar het zuiden. Het zuiden, verreweg het grootste deel van Algerije maar zeer dunbevolkt, met de Sahara, had als de "Zuidelijke Gebieden" een bestuursvorm die veel meer aan een kolonie deed denken. Frans-Algerije kende twee soorten gemeenten. De gemeenten met een sterke Europese aanwezigheid (communes de plein exercice) werden bestuurd zoals gemeenten in de rest van Frankrijk. De andere gemeenten (communes mixtes) werden bestuurd door ambtenaren die door de overheid werden aangesteld.
Vanaf 1955 (toen Frankrijk heel wat hervormingen invoerde in de hoop zo Algerije Frans te houden) werd het aantal departementen vergroot door opsplitsing. In 1957 werden ook  de Zuidelijke Gebieden in twee departementen opgedeeld. Er waren toen in totaal achttien departementen, later (1959) gereduceerd tot zestien. De zuidelijke departementen vielen echter tot aan de onafhankelijkheid onder een afzonderlijk Frans "Ministerie van de Sahara", terwijl het noorden afhing van het "Ministerie van Algerije".

## Immigratie
Al snel na de verovering van Algiers kwam er een immigratie van Europeanen op komst. Generaal Bertrand Clauzel, militair commandant tussen 1835 en 1837, moedigde de komst van arbeiders uit Europa aan: Fransen, maar ook Duitsers, Italianen en Spanjaarden. Dit gebeurde zonder wetgevend kader. De immigranten vestigden zich op land van gevluchte Algerijnen of dat in beslag was genomen. Vanaf 1840 onder gouverneur-generaal Thomas-Robert Bugeaud werd de immigratie beter omkaderd door de overheid. Gronden van religieuze instellingen of van de vroegere bey en van opstandige stammen werden in beslag genomen en ter beschikking gesteld aan Europeanen. Halfweg de negentiende eeuw woonden er al 110.000 Europeanen in Algerije, onder wie 47.000 Fransen.
Na de opstand van de Kabylen in 1871 werd 450.000 hectare van hun gebied in beslag genomen door de overheid. Deze grond werd ter beschikking gesteld voor vestiging door Europeanen en voor mijnbouw. En in 1873 werd de Wet-Warnier gestemd die toeliet om gronden in collectief bezit van de inheemse bevolking in beslag te nemen. Zo kwamen nog eens honderdduizenden hectares vrij. Hierop volgde een grote, nieuwe immigratiegolf in de volgende decennia. Het ging om Fransen, van wie er velen kwamen uit Elzas-Lotharingen dat was geannexeerd door Duitsland, maar ook om Italianen, Spanjaarden en Maltezen. Ook na de Eerste Wereldoorlog ging de immigratie verder.

## Economie
De bodem van Algerije is rijk aan metalen (ijzer, koper, zink, lood) en aan steenkool, bruinkool en fosfaten. Vanaf het begin van de twintigste eeuw kende de mijnbouw een hoge vlucht. Tussen 1895 en 1909 verdrievoudigde de export van ijzererts en vervijfvoudigde die van zinkerts. In 1910 waren er 39 actieve mijnen in het departement Constantine. Voor het vervoer werd smalspoor aangelegd naar de spoorweg die het land van west naar oost verbond, en naar de havens. De haven van Algiers was de belangrijkste exporthaven.